# Agios Andreas (Messini)

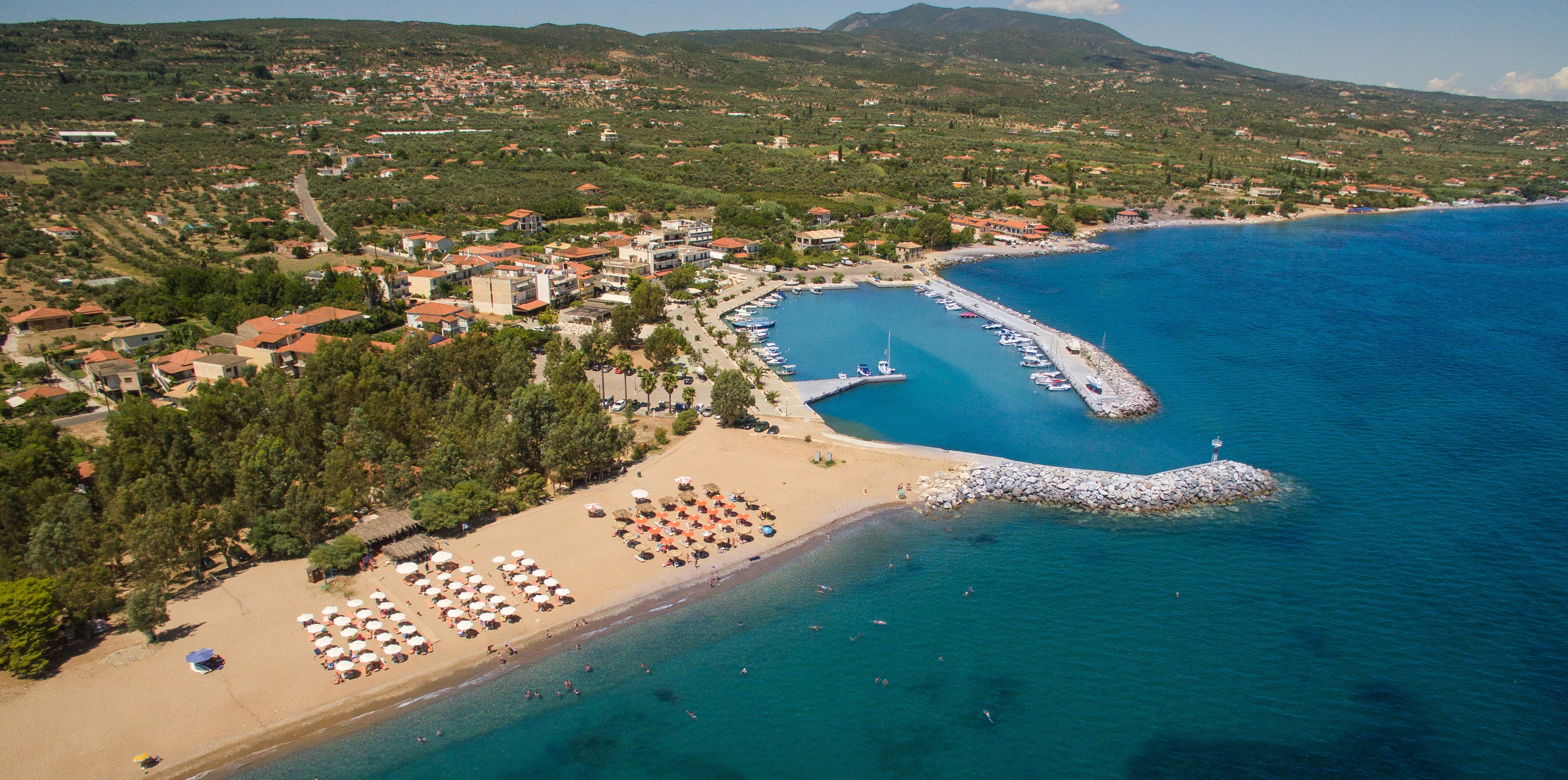
Agios Andreas (2018)

Agios Andreas (griechisch Άγιος Ανδρέας (m. sg.)) ist ein Ortsteil des Dorfes Longa in der Gemeinde Messini der griechischen Region Peloponnes. Hier wurden bei der Kapelle Agiandreas (Αγιαντρέας) die Überreste eines antiken Apollontempels ausgegraben.

## Lage
Agios Andreas liegt am Messenischen Golf. Durch den Ort verläuft in Nord-Süd-Richtung die Landstraße 9 von Petalidi nach Koroni. Im Ort zweigt die Landstraße 12 ins knapp eineinhalb Kilometer westlich gelegene Longa ab.

## Geschichte

### Apollonheiligtum

#### Bauten
Das Apollonheiligtum wurde 1915 vom griechischen Archäologen Friderikos Versakis erforscht. Die Ausgrabung umfasst zwei Areale, die etwa 40 Meter auseinander liegen. Versakis fand die Überreste von fünf antiken Tempeln, die er mit den griechischen Buchstaben A–E bezeichnete, sowie Spuren weiterer Gebäude.
Der älteste Tempel Δ, ein früharchaischer, um 700 v. Chr. errichteter Antentempel, wurde im südlichen Areal ausgegraben. Von ihm sind nur die Fundamente erhalten. Nach dem Abbruch oder der Zerstörung dieses Tempels wurde südöstlich davon Gebäude Ε errichtet, das entweder ein Tempel oder vermutlich ein Nebengebäude des im Nordareal ausgegrabenen Tempels B war und in die zweite Hälfte des 7. Jahrhunderts v. Chr. datiert werden kann. Diese beiden Gebäude sind nach Nordosten ausgerichtet, während alle anderen Gebäude nach Osten gerichtet sind.
In der zweiten Hälfte des 6. Jahrhunderts v. Chr. wurde im Südareal über den Resten der Gebäude Δ und Ε der Tempel Γ errichtet. Im 4. Jahrhundert v. Chr. wurde der ionische Antentempel A im nördlichen Areal gebaut, westlich des Tempels B. Während der Römerzeit wurde über ihm ein Neubau errichtet.
In der byzantinischen Zeit wurde über Tempel Γ eine dreischiffige Kirche errichtet. Heute steht an der Stelle die Kapelle Ajandréas.

#### Funde
Die ältesten Funde können ins Ende der geometrischen Epoche datiert werden, die jüngsten ins 4. Jahrhundert n. Chr.
Während der archaischen und klassischen Zeit wurden hier besonders Waffen – Schwerter, Messer und Speer- sowie Pfeilspitzen – geopfert, die vom Ende des 8. Jahrhunderts v. Chr. bis in die Mitte des 5. Jahrhunderts v. Chr. datiert werden.
Weitere nennenswerte Funde sind die Statuette eines Hopliten aus dem dritten Viertel des 6. Jahrhunderts v. Chr. sowie ein nackter Kouros aus der Mitte des 6. Jahrhunderts v. Chr. Nach Nino Luraghi zeigen die Funde bemerkenswerte stilistische Ähnlichkeiten mit Funden aus dem spartanischen Apollonheiligtum in Amyklai.
Die hier gefundenen Inschriften bezeugen, dass es sich um ein Heiligtum Apollons (ΑΠΕΛΛΟΝΟΣ ΗΙΑΡΟΝ) handelt. Sein Beiname lautet in den Inschriften, die in die Zeit von 500 v. Chr. bis ins 2. Jahrhundert n. Chr. datieren, Korynthos, Korythos und Korithos. Ein Weihinschrift nennt zudem den Kriegsgott Enyalios. Schließlich erwähnt eine Weihinschrift einen Sieg der Messenier (ΜΕΘΑΝΙΟΙ) über die Athener.

#### Pausanias
Das Heiligtum des Apollon Korynthos (Κόρυνϑος) wird nur von Pausanias erwähnt. Er schrieb, dass dieses das älteste Heiligtum Messeniens sei und dass das Bild des hier verehrten Gottes aus Holz, also ein Xoanon war. Auch stand hier eine Bronzestatue des Argeotas, die die Argonauten geweiht haben sollen.

#### Korythos
Der Beiname Korythos wird mit altgriechisch korys (κόρυς, Gen.: κόρυθος „Helm“) in Verbindung gebracht, doch ist dies wegen der verschiedenen Schreibungen des Namens unsicher. Es wird auch vermutet, dass ein Zusammenhang mit dem mykenischen Ortsnamen ko-ri-to (Kornithos PY Ad 921) bestehen könnte.

### Neuzeit
Agios Andreas wurde 1908 in die Gemeinde Epia eingemeindet, gelangte 1912 als Siedlung zur damaligen Landgemeinde Longa und ist seit 1971 ein Ortsteil des Dorfes Longia.